# Ableegumooch
Ableegumooch (Aplíkmuj, Aplikmuj, Apli'kmuj; Rabbit), Ableegumooch je bezbrižna životinja prevarant iz narodnih priča Mi'kmaq Indijanaca. Obično se pojavljuje u doslovnom obliku zeca i provodi vrijeme pljačkajući i varajući ostale šumske životinje, posebno svog rivala Keoonika. Poput modernih crtanih likova, Ableegumooch i Keoonik ponekad ubiju sami sebe ili jedan drugoga svojim trikovima, a zatim se nasumično vrate u život. Ableegumooch je glavni lik mnogih priča namijenjenih djeci. Često se ponaša glupo ili stvara probleme drugima, ali za razliku od životinjskih prevaranata u nekim drugim plemenima, nije opasan niti zlonamjeran, a često se kaže da je Glooskapov prijatelj. Ableegumooch i Keoonik popularni su likovi pripovjedačima, a priče o njima dvojici također su posuđene u folkloru susjednih plemena kao što su Maliseet i Penobscot.